# Hans Wermes

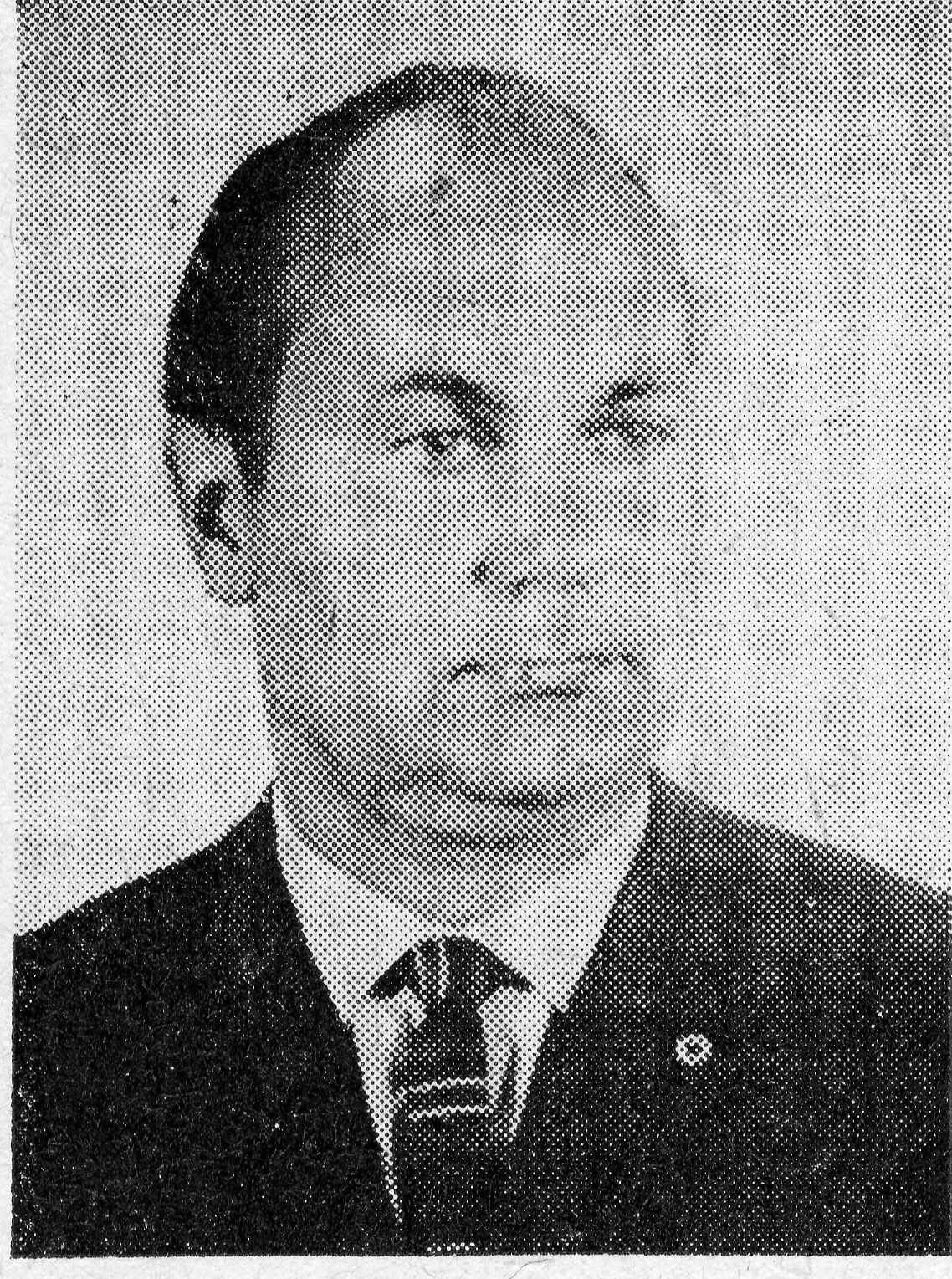
Hans Wermes 1968

Hans Wermes (* 10. März 1926 in Brunndöbra, Vogtland; † 10. Januar 2010 in Eibau) war ein deutscher Historiker und Geschichtsdidaktiker.

## Leben und Beruf
Hans Wermes wurde am 10. März 1926 in Brunndöbra/Vogtland als Sohn einer Lehrerfamilie geboren. Zwischen 1932 und 1935 besuchte er die Volksschule in Zwickau, zwischen 1935 und 1940 die Waldorfschule in Dresden und im Anschluss bis 1944 die Städtische Oberschule in Radeberg, wo er sein Abitur ablegte.
Nach dem kurzzeitigen Kriegsdienst arbeitete Wermes zwischen 1946 und 1948 zunächst als Neulehrer. Seine beiden Staatsexamina legte er 1955 und 1958 als Fachlehrer für Geschichte in der Oberstufe in Leipzig extern ab. Zwischen 1951 und 1955 war er am Institut für Weiterbildung tätig und engagierte sich ab 1956 für fünf Jahre als wissenschaftlicher Assistent an der Abteilung für Methodik des Geschichtsunterrichts am Institut für Pädagogik der Philosophischen Fakultät der Karl-Marx-Universität in Leipzig.
1961 wurde Wermes promoviert. Seine Dissertationsschrift behandelte das Thema „Zur Geschichte der Einbeziehung heimatkundlichen Materials in den deutschen Geschichtsunterricht“. Innerhalb der Jahre 1961 und 1963 war er dann als wissenschaftlicher Oberassistent an selbigem Institut tätig, woraufhin er bis 1969 als Dozent für Methodik des Geschichtsunterrichts arbeitete. Seine Habilitationsschrift, die er 1965 erfolgreich beenden konnte, lief unter dem Titel „Die Entwicklung von Fähigkeiten des selbständigen Wissenserwerbs im Geschichtsunterricht, untersucht am Beispiel des Lehrbuchtextes“. 1970 schließlich wurde Wermes zum ordentlichen Professor benannt und trug nun wesentlich zur Entwicklung der marxistisch-leninistischen Methodik des Geschichtsunterrichts bei.
Während seiner Tätigkeit als Professor, die bis zu seiner Emeritierung im Jahr 1991 dauerte, war er maßgeblich an der Etablierung der Methodik des Geschichtsunterrichts als Wissenschaft beteiligt.
Im Alter von 83 Jahren verstarb Wermes am 10. Januar 2010.

## Forschungsschwerpunkte
- Entwicklung der Fähigkeiten von Schülerinnen und Schülern im Geschichtsunterricht
- Herausbildung eines sozialistisch geprägten Geschichtsbewusstseins bei Schülerinnen und Schülern

## Ämter
- 1961–1969: Leiter der Abteilung Methodik des Geschichtsunterrichts am Institut für Pädagogik der Philosophischen Fakultät der Karl-Marx-Universität Leipzig
- 1969–1991: Leiter der Abteilung Methodik des Geschichtsunterrichts der Sektion Geschichte der Karl-Marx-Universität Leipzig
- 1965–1980: Vorsitzender der Fachkommission Geschichtsunterricht der Historikergesellschaft der DDR
- Korrespondierendes Mitglied des wissenschaftlichen Rates beim Ministerium für Volksbildung der DDR
- Mitglied der Zentralen Fachkommission Methodik des Geschichtsunterrichts beim Ministerium für das Hoch- und Fachschulwesen und beim Ministerium für Volksbildung

## Auszeichnungen
1974 Verdienter Lehrer des Volkes

## Schriften (Auswahl)
Monografien
- Die Entwicklung von Fähigkeiten des selbständigen Wissenserwerbs im Geschichtsunterricht, untersucht am Beispiel der Lehrbuchtextes. Leipzig 1965.
- Methodik des Geschichtsunterrichts. Suhl 1970.
- Geschichte lehren – historisch denken lernen. Leipzig, 1994.

Herausgeberschaften
- mit Helmut Faust und Horst Wenge: Zur Entwicklung geistiger Fähigkeiten der Schüler im Unterricht. Leipzig 1968.
- Bewusste Tätigkeit der Schüler im Geschichtsunterricht. Berlin, 1976.
- Zur Entwicklung des dialektisch-materialistischen Denkens der Schüler. Volk und Wissen, Berlin 1976.